# Sam Querrey
Samuel Austin Querrey (San Francisco, 7 oktober 1987) is een Amerikaans tennisser. Hij is prof sinds 2006. Hij kwam in 2007 voor het eerst de top 100 en de top 50 binnen. Zijn hoogste plaats op de ATP-ranglijst is de 17e, die hij behaalde op 31 januari 2011.
Querrey schreef in zijn carrière tien enkeltoernooien en vijf herendubbeltoernooien op zijn naam. Hij won ook drie challengers in het enkelspel. Zijn beste resultaat in het enkelspel op een grandslamtoernooi is de halve finale op Wimbledon 2017.

## Carrière

### Jaarverslagen

#### Junioren
Als junior haalde Querrey de kwartfinale op het juniorentoernooi van de US Open in 2004 en van Roland Garros in 2005. In 2005 maakte hij ook zijn grandslamdebuut op de US Open in het dubbelspel, gekoppeld aan Donald Young. Het duo verloor in de eerste ronde.

#### 2006
Querrey werd proftennisser in 2006. In februari speelde hij zijn eerste toernooi op ATP-niveau, in San José. Zijn eerste winst op ATP-niveau behaalde hij op het Masterstoernooi van Indian Wells, waar hij in de eerste ronde zijn landgenoot Bobby Reynolds klopte. In de tweede ronde verloor hij van James Blake. In juni won hij zijn eerste challenger, in Yuba City en een maand later zijn tweede, in Winnetka. In september maakte hij zijn grandslamdebuut in het enkelspel op de US Open. Hij haalde er de tweede ronde. In het najaar won hij nog de challenger in Lubbock.

#### 2007 - 2008
Op zijn eerste Australian Open haalde Querrey de derde ronde. Op de andere grandslamtoernooien van 2007 werd hij telkens in de eerste ronde uitgeschakeld. Op de US Open haalde hij in het dubbelspel echter wel de kwartfinale. Zijn beste resultaten van het jaar waren twee kwartfinales in februari (in Memphis en Las Vegas) en de halve finale in Indianapolis en zijn eerste Masterskwartfinale in Cincinnati tijdens de zomermaanden. In januari 2007 was Querrey voor het eerst de top 100 binnengekomen en in augustus van dat jaar de top 50. Hij eindigde het jaar voor het eerst binnen de top 100, op plaats 63.
Begin 2008 evenaarde hij met een derde ronde op de Australian Open zijn prestatie van 2007. In februari haalde hij de halve finale in Delray Beach en een maand later won hij zijn eerste ATP-toernooi door in de finale van het ATP-toernooi van Las Vegas de Zuid-Afrikaan Kevin Anderson te verslaan. In april haalde hij de kwartfinale op de Masters van Monte Carlo. Op Roland Garros en Wimbledon verloor hij in de eerste ronde. Tijdens de zomer haalde hij zoals het jaar ervoor de halve finale in Indianapolis. Hij nam ook deel aan de Olympische Spelen in Peking, waar hij in de eerste ronde van het olympisch tennistoernooi werd uitgeschakeld door de Rus Igor Andrejev. Ook in het dubbelspel verloor hij, met John Isner, in de eerste ronde van het Russische duo Andrejev-Davydenko. Op de US Open haalde hij zijn beste grandslamresultaat door de vierde ronde te bereiken. Hij eindigde het jaar voor het eerst binnen de top 50, op plaats 39.

#### 2009 - 2010
Querrey startte 2009 sterk met een finaleplaats in Auckland. Op de Australian Open lag hij er echter al in de openingsronde uit. In februari haalde hij twee kwartfinales: in San José en Memphis. Op Roland Garros verloor hij in de eerste ronde en op Wimbledon haalde hij de derde ronde. Tijdens de zomermaanden haalde hij enkele prachtige resultaten: drie finales (in Newport, Indianapolis en New Haven) en zijn tweede toernooizege, in Los Angeles. Na de US Open, waar hij de derde ronde haalde, kwam hij niet meer in actie door een bizar ongeluk in Bangkok waarbij hij door een glazen tafel zakte en de glasscherven in zijn rechterarm sneden en bijna belangrijke zenuwen raakten. Querrey eindigde het jaar op plaats 25.
Querrey startte 2010 met drie eersterondeverliezen, waaronder op de Australian Open. In februari haalde hij de halve finale in San José, en won hij het derde toernooi van zijn carrière, in Memphis, door zijn landgenoot John Isner in drie sets te kloppen. In beide toernooien wist Querrey trouwens ook het dubbelspel te winnen. Hij zette zijn goede vorm door met een enkelfinale in Houston en een dubbelfinale op de Masters van Rome in april en winst op het graveltoernooi van Belgrado in mei. Querrey was de eerste Amerikaan sinds 2003 die een Europees graveltoernooi wist te winnen. Hij maakte ook deel uit van het Amerikaanse team dat in mei de finale haalde van de World Team Cup. Op Roland Garros werd hij verrassend in de eerste ronde gewipt door Robby Ginepri, maar Querrey maakte een goede overstap naar het gras met een toernooizege in Londen en een vierde ronde op Wimbledon. Zijn overwinning in Londen maakte van Querrey de eerste speler van het seizoen die drie titels op drie verschillende ondergronden had gewonnen. Door zijn goede resultaten op gras kwam Querrey begin juni voor het eerst de top 20 binnen. Tijdens de zomer won hij zijn vierde titel van het jaar in Los Angeles. Op de US Open raakte hij tot de vierde ronde. Het najaar was echter niet zo succesvol als eerdere helft van het jaar, aangezien Querrey op de meeste toernooien in de eerste ronde werd uitgeschakeld. Niettemin haalde hij in november met een 18e plaats zijn hoogste positie op de ATP-ranglijst tot dan toe. Hij sloot het jaar ook af op die 18e plaats. Voor het eerst eindigde hij het tennisjaar in de top 20.

#### 2011
Querrey verloor op de Australian Open meteen in de eerste ronde. Eind januari haalde hij de 17e plaats op de ATP-ranglijst en verbeterde hij zo zijn beste plaats tot dan toe met één plaats. In februari haalde hij de kwartfinale op het ATP-toernooi van Memphis, zijn beste resultaat van het voorjaar. Op Roland Garros verloor hij in de tweede ronde. In het dubbelspel was hij echter succesvoller, met een finaleplaats in Houston, een halve finale op de Madrid Masters en winst op het Masterstoernooi van Rome. Querrey kwam na het ATP-toernooi van Londen gedurende drie maanden niet meer in actie door een operatie aan de elleboog en miste zo Wimbledon en de US Open. Hij kwam terug op het circuit in september. Hij haalde nog een challengerfinale en de kwartfinale op het ATP-toernooi van Valencia. Mede door zijn afwezigheid en de tegenvallende resultaten eindigde Querrey het jaar op de 93e plaats.

### Davis Cup
Querrey speelde in 2008 voor het eerst voor het Amerikaanse Davis Cupteam, in een duel tegen Spanje in de halve finale van de Wereldgroep. Hij speelde in 2008 en 2010 in de Davis Cup. In totaal speelde hij vijf enkelpartijen, waarvan hij er één won.

## Palmares
| Legenda                       | Legenda               |
| ----------------------------- | --------------------- |
| Grand Slam                    |                       |
| Olympische Spelen             |                       |
| tot 2009                      | vanaf 2009            |
| Tennis Masters Cup            | ATP Finals            |
| ATP Masters Series            | ATP Tour Masters 1000 |
| ATP International Series Gold | ATP Tour 500          |
| ATP International Series      | ATP Tour 250          |

### Enkelspel
| Nr.                  | Datum             | Toernooi           | Ondergrond    | Tegenstander in finale | Score            | Details |
| -------------------- | ----------------- | ------------------ | ------------- | ---------------------- | ---------------- | ------- |
| Gewonnen finales     |                   |                    |               |                        |                  |         |
| 1.                   | 9 maart 2008      | ATP Las Vegas      | Hardcourt     | Kevin Anderson         | 4-6, 6-3, 6-4    | Details |
| 2.                   | 2 augustus 2009   | ATP Los Angeles    | Hardcourt     | Carsten Ball           | 6-4, 3-6, 6-1    | Details |
| 3.                   | 21 februari 2010  | ATP Memphis        | Hardcourt     | John Isner             | 6-7, 7-6, 6-2    | Details |
| 4.                   | 9 mei 2010        | ATP Belgrado       | Gravel        | John Isner             | 3-6, 7-6, 6-4    | Details |
| 5.                   | 13 juni 2010      | ATP Londen         | Gras          | Mardy Fish             | 7-6, 7-5         | Details |
| 6.                   | 1 augustus 2010   | ATP Los Angeles    | Hardcourt     | Andy Murray            | 5-7, 7-6(2), 6-3 | Details |
| 7.                   | 29 juli 2012      | ATP Los Angeles    | Hardcourt     | Ričardas Berankis      | 6–0, 6–2         | Details |
| 8.                   | 21 februari 2016  | ATP Delray Beach   | Hardcourt     | Rajeev Ram             | 6-4, 7-6(6)      | Details |
| 9.                   | 4 maart 2017      | ATP Acapulco       | Hardcourt     | Rafael Nadal           | 6-3, 7-6(3)      | Details |
| 10.                  | 5 augustus 2017   | ATP Cabo San Lucas | Hardcourt     | Thanasi Kokkinakis     | 6-3, 3-6, 6-2    | Details |
| Verloren finales     |                   |                    |               |                        |                  |         |
| 1.                   | 17 januari 2009   | ATP Auckland       | Hardcourt     | Juan Martín del Potro  | 6-4, 6-4         | Details |
| 2.                   | 12 juli 2009      | ATP Newport        | Gras          | Rajeev Ram             | 6-7, 7-5, 6-3    | Details |
| 3.                   | 27 juli 2009      | ATP Indianapolis   | Hardcourt     | Robby Ginepri          | 2-6, 4-6         | Details |
| 4.                   | 30 augustus 2009  | ATP New Haven      | Hardcourt     | Fernando Verdasco      | 4-6 6-7(6)       | Details |
| 5.                   | 5 april 2010      | ATP Houston        | Gravel        | Juan Ignacio Chela     | 7-5, 4-6, 3-6    | Details |
| 6.                   | 12 april 2015     | ATP Houston        | Gravel        | Jack Sock              | 6-7, 6-7         | Details |
| 7.                   | 28 juni 2015      | ATP Nottingham     | Gras          | Denis Istomin          | 6-7, 6-7         | Details |
| 8.                   | 18 februari 2018  | ATP Uniondale      | Hardcourt (i) | Kevin Anderson         | 6–4, 3–6, 6-7(1) | Details |
| 9.                   | 29 juni 2019      | ATP Eastbourne     | Gras          | Taylor Fritz           | 3-6, 4-6         | Details |
| 10.                  | 26 juni 2021      | ATP Mallorca       | Gras          | Daniil Medvedev        | 4-6, 2-6         | Details |
| Gewonnen challengers |                   |                    |               |                        |                  |         |
| 1.                   | 5 juni 2006       | Yuba City          | Hardcourt     | Sam Warburg            | 7-6, 6-1         |         |
| 2.                   | 12 juli 2006      | Winnetka           | Hardcourt     | Andrea Stoppini        | 6-2, 6-3         |         |
| 3.                   | 18 september 2006 | Lubbock            | Hardcourt     | Noam Okun              | 6-1, 6-4         |         |
| 4.                   | 22 april 2014     | Sarasota           | Gravel        | Paolo Lorenzi          | 6-1, 6-7(3), 6-3 |         |
| 5.                   | 28 september 2014 | Napa               | Hardcourt     | Tim Smyczek            | 6-3, 6-1         |         |
| 6.                   | 5 oktober 2014    | Sacramento         | Hardcourt     | Stefan Kozlov          | 6-3, 6-4         |         |
| 7.                   | 12 oktober 2014   | Tiburon            | Hardcourt     | John Millman           | 6-4, 6-2         |         |

### Dubbelspel
| Nr.                          | Datum            | Toernooi         | Ondergrond    | Partner           | Tegenstanders in finale               | Score                  | Details |
| ---------------------------- | ---------------- | ---------------- | ------------- | ----------------- | ------------------------------------- | ---------------------- | ------- |
| Gewonnen finales herendubbel |                  |                  |               |                   |                                       |                        |         |
| 1.                           | 14 februari 2010 | ATP San José     | Hardcourt     | Mardy Fish        | Benjamin Becker Leonardo Mayer        | 7-6, 7-5               | Details |
| 2.                           | 15 februari 2010 | ATP Memphis      | Hardcourt     | John Isner        | Ross Hutchins Jordan Kerr             | 6-4, 6-4               | Details |
| 3.                           | 8 mei 2011       | ATP Rome         | Gravel        | John Isner        | Mardy Fish Andy Roddick               | Walk-over              | Details |
| 4.                           | 15 april 2012    | ATP Houston      | Gravel        | James Blake       | Treat Conrad Huey Dominic Inglot      | 7–6(14), 6–4           | Details |
| 5.                           | 22 mei 2016      | ATP Genève       | Gravel        | Steve Johnson     | Raven Klaasen Rajeev Ram              | 6-4, 6-1               | Details |
| Verloren finales herendubbel |                  |                  |               |                   |                                       |                        |         |
| 1.                           | 25 april 2010    | ATP Rome         | Gravel        | John Isner        | Bob Bryan Mike Bryan                  | 2-6, 3-6               | Details |
| 2.                           | 4 april 2011     | ATP Houston      | Gravel        | John Isner        | Bob Bryan Mike Bryan                  | 7-6(4), 2-6, [5-10]    | Details |
| 3.                           | 18 maart 2012    | ATP Indian Wells | Hardcourt     | John Isner        | Marc López Rafael Nadal               | 2–6, 6–7(7)            | Details |
| 4.                           | 18 maart 2012    | ATP Washington   | Hardcourt     | Kevin Anderson    | Treat Conrad Huey Dominic Inglot      | 6-7(5), 7-6(7), [5-10] | Details |
| 5.                           | 27 juli 2014     | ATP Atlanta      | Hardcourt     | Steve Johnson     | Vasek Pospisil Jack Sock              | 3-6, 7-5, [5-10]       | Details |
| 6.                           | 14 februari 2016 | ATP Memphis      | Hardcourt     | Steve Johnson     | Mariusz Fyrstenberg Santiago González | 4-6, 4-6               | Details |
| 7.                           | 8 januari 2017   | ATP Brisbane     | Hardcourt     | Gilles Müller     | Thanasi Kokkinakis Jordan Thompson    | 6-7(7), 4-6            | Details |
| 8.                           | 29 oktober 2017  | ATP Wenen        | Hardcourt (i) | Marcelo Demoliner | Rohan Bopanna Pablo Cuevas            | 6-7(7), 7-6(4), [9-11] | Details |

### Landencompetities
| Nr.              | Datum                | Toernooi  | Ondergrond    | Partner(s)                                                        | Tegenstanders in finale                                                             | Score                 | Details |
| ---------------- | -------------------- | --------- | ------------- | ----------------------------------------------------------------- | ----------------------------------------------------------------------------------- | --------------------- | ------- |
| Verloren finales |                      |           |               |                                                                   |                                                                                     |                       |         |
| 3.               | 22-24 september 2017 | Laver Cup | Hardcourt (i) | John Isner Nick Kyrgios Jack Sock Denis Shapovalov Frances Tiafoe | Rafael Nadal Roger Federer Alexander Zverev Marin Čilić Dominic Thiem Tomáš Berdych | 9-15 (12 wedstrijden) | Details |

## Resultaten grote toernooien
| Legenda | Legenda                          |
| ------- | -------------------------------- |
| g.t.    | geen toernooi gehouden           |
| l.c.    | lagere categorie                 |
| –       | niet deelgenomen                 |
| G       | uitgeschakeld in de groepsfase   |
| 1R      | uitgeschakeld in de eerste ronde |
| 2R      | uitgeschakeld in de tweede ronde |
| 3R      | uitgeschakeld in de derde ronde  |
| 4R      | uitgeschakeld in de vierde ronde |
| KF      | uitgeschakeld in de kwartfinale  |
| HF      | uitgeschakeld in de halve finale |
| F       | de finale verloren               |
| W       | het toernooi gewonnen            |
| w-v     | winst/verlies-balans             |

### Enkelspel
| grandslamtoernooien  |      |      |      |      |      |      |    |      |      |      |    |      |      |      |      |    |
| Australian Open      | –    | 3R   | 3R   | 1R   | 1R   | 1R   | 2R | 3R   | 3R   | 1R   | 1R | 3R   | 2R   | 1R   | 3R   | 1R |
| Roland Garros        | –    | 1R   | 1R   | 1R   | 1R   | 2R   | 1R | 3R   | 2R   | 1R   | 1R | 1R   | 2R   | –    | 1R   | 1R |
| Wimbledon            | –    | 1R   | 1R   | 2R   | 4R   | –    | 3R | 1R   | 2R   | 2R   | KF | HF   | 3R   | KF   | g.t. | 2R |
| US Open              | 2R   | 1R   | 4R   | 3R   | 4R   | –    | 3R | 2R   | 3R   | 1R   | 1R | KF   | 1R   | 1R   | 1R   |    |
| ATP Masters 1000     |      |      |      |      |      |      |    |      |      |      |    |      |      |      |      |    |
| Indian Wells         | 2R   | 2R   | 2R   | 3R   | 3R   | 4R   | 2R | 4R   | 2R   | 1R   | 3R | 2R   | KF   | 2R   | g.t. |    |
| Miami                | 1R   | 2R   | 2R   | 2R   | 2R   | 3R   | 2R | 4R   | 2R   | 2R   | 2R | 3R   | 3R   | 1R   | g.t. | 1R |
| Monte Carlo          | –    | –    | KF   | –    | –    | –    | –  | –    | –    | –    | –  | –    | –    | –    | g.t. | –  |
| Madrid               | l.c. | l.c. | l.c. | 2R   | 1R   | 1R   | –  | 1R   | –    | 2R   | 3R | –    | –    | –    | g.t. | –  |
| Rome                 | –    | –    | –    | 1R   | 1R   | 2R   | 2R | 1R   | –    | 1R   | 1R | 3R   | 1R   | –    | 1R   | –  |
| Montreal/Toronto     | –    | –    | 1R   | 1R   | 2R   | –    | 3R | –    | –    | 1R   | 2R | 3R   | 2R   | –    | g.t. |    |
| Cincinnati           | 1R   | KF   | 2R   | 3R   | 2R   | –    | 2R | 1R   | 2R   | 2R   | 1R | 2R   | 2R   | 2R   | 1R   |    |
| Shanghai             | l.c. | l.c. | l.c. | –    | 2R   | –    | 3R | 1R   | –    | 1R   | 1R | 3R   | 2R   | 1R   | g.t. |    |
| Parijs               | –    | 1R   | 2R   | –    | 1R   | –    | KF | –    | 2R   | –    | –  | 2R   | –    | 1R   | –    |    |
| olympisch            |      |      |      |      |      |      |    |      |      |      |    |      |      |      |      |    |
| Olympische Spelen    | g.t. | g.t. | 1R   | g.t. | g.t. | g.t. | –  | g.t. | g.t. | g.t. | –  | g.t. | g.t. | g.t. | g.t. |    |
| statistieken         |      |      |      |      |      |      |    |      |      |      |    |      |      |      |      |    |
| totaal aantal titels | 0    | 0    | 1    | 1    | 4    | 0    | 1  | 0    | 0    | 0    | 1  | 1    | 0    | 0    | 0    | 0  |
| eindejaarsranking    | 130  | 63   | 39   | 25   | 18   | 93   | 22 | 46   | 35   | 59   | 31 | 13   | 51   | 44   | 53   |    |

### Dubbelspel
| grandslamtoernooien  |      |      |      |      |      |      |      |    |      |      |      |    |      |      |      |      |    |
| Australian Open      | –    | –    | –    | 1R   | 1R   | 3R   | –    | –  | –    | 1R   | 1R   | 2R | 3R   | 2R   | HF   | 3R   | 1R |
| Roland Garros        | –    | –    | 1R   | 3R   | 1R   | –    | 1R   | –  | –    | 1R   | 2R   | –  | 2R   | 1R   | –    | 1R   | 1R |
| Wimbledon            | –    | –    | –    | 1R   | 2R   | –    | –    | 1R | –    | –    | 2R   | 1R | 1R   | –    | –    | g.t. | –  |
| US Open              | 1R   | 1R   | KF   | 1R   | 2R   | –    | –    | 1R | 1R   | 1R   | HF   | 1R | –    | –    | 1R   | –    |    |
| ATP Masters 1000     |      |      |      |      |      |      |      |    |      |      |      |    |      |      |      |      |    |
| Indian Wells         | –    | –    | –    | 1R   | –    | HF   | 2R   | F  | 2R   | HF   | 2R   | 1R | HF   | KF   | 1R   | g.t. |    |
| Miami                | –    | –    | 2R   | 1R   | –    | 2R   | 2R   | 1R | 1R   | –    | HF   | 1R | 2R   | HF   | KF   | g.t. | 1R |
| Monte Carlo          | –    | –    | –    | –    | –    | –    | –    | –  | –    | –    | –    | –  | –    | –    | –    | g.t. | –  |
| Madrid               | l.c. | l.c. | l.c. | l.c. | –    | 2R   | HF   | –  | 2R   | –    | 1R   | 1R | –    | –    | –    | g.t. | –  |
| Rome                 | –    | –    | –    | –    | 1R   | F    | W    | 1R | 1R   | –    | 1R   | 2R | 1R   | 2R   | –    | –    | –  |
| Montreal/Toronto     | –    | –    | –    | –    | –    | –    | –    | –  | –    | –    | –    | 1R | –    | KF   | –    | g.t. |    |
| Cincinnati           | –    | –    | 1R   | 1R   | 2R   | 2R   | –    | 2R | –    | HF   | 2R   | 1R | –    | –    | –    | 1R   |    |
| Shanghai             | l.c. | l.c. | l.c. | l.c. | –    | 1R   | –    | 2R | –    | –    | 2R   | 1R | –    | –    | 2R   | g.t. |    |
| Parijs               | –    | –    | –    | –    | –    | 2R   | –    | 1R | –    | 1R   | –    | –  | 1R   | –    | –    | –    |    |
| olympisch            |      |      |      |      |      |      |      |    |      |      |      |    |      |      |      |      |    |
| Olympische Spelen    | g.t. | g.t. | g.t. | –    | g.t. | g.t. | g.t. | –  | g.t. | g.t. | g.t. | –  | g.t. | g.t. | g.t. | g.t. |    |
| statistieken         |      |      |      |      |      |      |      |    |      |      |      |    |      |      |      |      |    |
| totaal aantal titels | 0    | 0    | 0    | 0    | 0    | 2    | 1    | 1  | 0    | 0    | 0    | 1  | 0    | 0    | 0    | 0    | 0  |
| eindejaarsranking    | 1414 | 838  | 110  | 205  | 152  | 30   | 38   | 45 | 216  | 64   | 38   | 97 | 57   | 72   | 79   | 179  |    |